# Otto Ludwig (monteur)
Pour les articles homonymes, voir Ludwig.
Ne doit pas être confondu avec Otto Ludwig (écrivain).
Otto Ludwig est un monteur américain, né le 9 mars 1903 à Orchard (Californie), mort le 14 janvier 1983 dans le comté de Los Angeles (Californie).

## Biographie
Au cinéma, Otto Ludwig est monteur de soixante-dix-sept films sortis entre 1928 et 1966, majoritairement américains.
Mentionnons Cinquième Colonne d'Alfred Hitchcock (1942, avec Robert Cummings et Priscilla Lane), L'Ange des maudits de Fritz Lang (1952, avec Marlène Dietrich et Arthur Kennedy), L'Ardente Gitane de Nicholas Ray (1956, avec Jane Russell et Cornel Wilde), ou encore Salomon et la Reine de Saba de King Vidor (1959, avec Yul Brynner et Gina Lollobrigida).
Il contribue aussi à quelques films britanniques dans les années 1930, dont Prima Donna de Victor Saville (1934, avec Fritz Kortner et Emlyn Williams).
La Lune était bleue d'Otto Preminger (1953, avec William Holden et Maggie McNamara) lui vaut son unique nomination à l'Oscar du meilleur montage (qu'il ne gagne pas).
Pour la télévision, Otto Ludwig travaille sur quatre séries entre 1955 et 1968, dont le feuilleton Peyton Place (vingt-et-un épisodes, 1964-1965) et Daniel Boone (vingt-sept épisodes, 1965-1968).

## Filmographie partielle

### Cinéma
(films américains, sauf mention contraire)
- 1929 : Le Docteur Amour (The Love Doctor) de Melville W. Brown
- 1931 : Docteur Karlov (Drums of Jeopardy) de George B. Seitz
- 1932 : The Sign of Four de Graham Cutts (film britannique)
- 1934 : Le Juif Süss (Jew Süss) de Lothar Mendes (film britannique)
- 1934 : Prima Donna (Evensong) de Victor Saville (film britannique)
- 1940 : Dreaming Out Loud d'Harold Young
- 1940 : Au-delà de demain (Beyond Tomorrow) de A. Edward Sutherland
- 1941 : L'Île de l'épouvante (Horror Island) de George Waggner
- 1941 : Melody Lane de Charles Lamont
- 1942 : Cinquième Colonne (Saboteur) d'Alfred Hitchcock
- 1943 : Sherlock Holmes à Washington (Sherlock Holmes in Washington) de Roy William Neill
- 1943 : Sherlock Holmes et l'Arme secrète (Sherlock Holmes and the Scret Weapon) de Roy William Neill
- 1948 : Un caprice de Vénus (One Touch of Venus) de William A. Seiter
- 1948 : Le Barrage de Burlington (River Lady) de George Sherman
- 1949 : Le Mustang noir (Red Canyon) de George Sherman
- 1949 : La Bataille des sables (Sword in the Desert) de George Sherman
- 1950 : Dans l'ombre de San Francisco (Woman on the Run) de Norman Foster
- 1950 : L'Aigle du désert (The Desert Hawk) de Frederick De Cordova
- 1950 : J'étais une voleuse (I was a shoplifter) de Charles Lamont
- 1950 : La Fille des boucaniers (Buccaneer's Girl) de Frederick De Cordova
- 1951 : Nuit de noces mouvementée (The Groom Wore Spurs) de Richard Whorf
- 1952 : La Madone du désir (The San Francisco Story) de Robert Parrish
- 1952 : L'Ange des maudits (Rancho Notorious) de Fritz Lang
- 1952 : La Star (The Star) de Stuart Heisler
- 1952 : Le Piège d'acier (The Steel Trap) d'Andrew L. Stone
- 1953 : La Lune était bleue (The Moon Is Blue) d'Otto Preminger
- 1953 : La Vierge sur le toit (Die Jungfrau auf dem Dach) (version allemande de La Lune était bleue, 1953)
- 1954 : Nettoyage par le vide (The Long Wait) de Victor Saville
- 1956 : La VRP de choc (The First Traveling Saleslady) d'Arthur Lubin
- 1956 : L'Ardente Gitane (Hot Blood) de Nicholas Ray
- 1957 : Escapade au Japon (Escapade in Japan) d'Arthur Lubin
- 1959 : Salomon et la Reine de Saba (Solomon and Sheba) de King Vidor

### Télévision

#### Séries télévisées
- 1964-1965 : Peyton Place, feuilleton, 21 épisodes
- 1965-1968 : Daniel Boone, saisons 2 à 4, 27 épisodes

## Distinction
- 1954 : Nomination à l'Oscar du meilleur montage, pour La Lune était bleue.